# مری سیرز (شناگر)
مری سیرز (به انگلیسی: Mary Sears) (زادهٔ ۱۰ مهٔ ۱۹۳۹) شناگر اهل ایالات متحده آمریکا است.